# Route départementale 937 (Haute-Garonne)
Pour les articles homonymes, voir Route départementale 937.
La route départementale 937 (ou D937) est une route départementale de Haute-Garonne permettant le contournement de la ville de Saint-Lys.
Elle devait à l'origine être un nouveau tracé de la route départementale 37, mais a finalement obtenu un numéro à part.

## Histoire

### Chronologie
- 2018 (3 décembre) : ouverture entre la D37 à Fontenilles, et la D632 au niveau du lycée de Fonsorbes (Saint-Lys - La Pesçadoure)[2] ;
- 2021 (3 mars) : ouverture entre la D632 et la D12 à Mingecèbes[3].

## Tracé
- Carrefour giratoire entre D937 et D37
- Carrefour giratoire entre D937 et D632
- Pont sur l'Ayguebelle
- Carrefour giratoire entre D937 et D12